# Shangri-La (chanson des Kinks)
 (octobre 2019).
Si vous disposez d'ouvrages ou d'articles de référence ou si vous connaissez des sites web de qualité traitant du thème abordé ici, merci de compléter l'article en donnant les références utiles à sa vérifiabilité et en les liant à la section « Notes et références ».
Pour les articles homonymes, voir Shangri-La (homonymie).
Singles de The Kinks
Drivin'
(1969) Victoria
(1969)
Pistes de Arthur (Or the Decline and Fall of the British Empire)
Australia Mr. Churchill Says
Shangri-La est une chanson des Kinks, parue en octobre 1969 sur l'album Arthur (Or the Decline and Fall of the British Empire).
Elle décrit la vie d'Arthur, personnage principal de l'album éponyme, retraité après une vie de dur labeur dans sa maison qu'il a nommée Shangri-La.
Ray Davies montre d'une façon grinçante le décalage entre le lieu mythique et l'existence réelle, sans horizon, d'Arthur sans projets et endetté même pour de simples objets du quotidien comme son poste de radio. Des actifs se pressent cependant au travail en imaginant cette même retraite comme une récompense lorsque viendra leur tour.
Les Kinks se montrent dans cette chanson, conformément à leur style, loin de la rage sociale des Rolling Stones et chantent cette situation avec détachement comme une ballade. Le désespoir de la situation n'en est peut-être que plus frappant.
Deuxième single tiré de l'album à paraître au Royaume-Uni, avec une composition de Dave Davies (This Man He Weeps Tonight) en face B, la chanson échoue à entrer dans les classements, comme Drivin' avant elle.